# Alexis Billiet

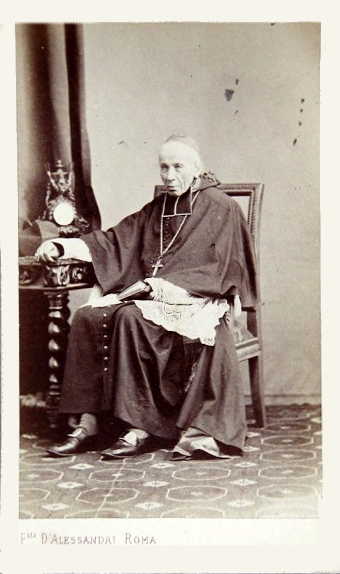
Alexis Kardinal Billiet (1869)

Kardinalswappen

Alexis Billiet (* 28. Februar 1783 in Les Chapelles; † 30. April 1873 in Chambéry) war Erzbischof von Chambéry und Kardinal.

## Leben
Alexis Billiet studierte Literatur, Philosophie, Theologie und Physik in Chambéry und erhielt am 23. Mai 1807 die Priesterweihe. Später wurde er Professor und Superior des Priesterseminars von Chambéry. Schließlich wurde er Generalvikar des Erzbistums.
Papst Leo XII. ernannte Billiet am 19. Dezember 1825 zum Bischof von Saint-Jean-de-Maurienne. Die Bischofsweihe spendete ihm am 19. März 1826 François-Marie Bigex, der damalige Erzbischof von Chambéry; Mitkonsekratoren waren Claude-François de Thiollaz, Bischof von Annecy, und Pierre-Joseph Rey, Bischof von Pinerolo. Am 27. April 1840 wurde Billiet Erzbischof von Chambéry. Während des Zweiten Kaiserreiches unter Napoleon III. wurde er Senator. Außerdem wurde er Präsident und später Ehrenpräsident der Académie de Savoie.
Im Konsistorium vom 27. September 1861 nahm ihn Papst Pius IX. als Kardinalpriester von Santi Bonifacio e Alessio ins Kardinalskollegium auf. Kardinal Billiet starb 1873 mit 90 Jahren und wurde in der Kathedrale von Chambéry beigesetzt.